# Ida Helen Ogilvie
Ida Helen Ogilvie (Nova York, 17 de febrer de 1874 – 13 d'octubre de 1963) va ser una geòloga que va descobrir propietats sobre la química de la lava, els efectes de l'aridesa sobre l'erosió dels sòls i dels corrents intermitents.
Va ser membre de moltes societats científiques del seu país, com la Geological Society of America, l' American Association for the Advancement of Science i la New York Academy of Sciences.

## Publicacions
- Geology of the Paradox Lake Quadrangle, Nova York (1905) (anglès)